# Hamm (Luxemburg)
Hamm is een stadsdeel van Luxemburg in het oosten van Luxemburg.
Hamm was eerst een deelgemeente van Sandweiler maar werd op 20 december 1873 een zelfstandig gemeente in het kanton Luxemburg. Op 26 maart 1920 werd de gemeente geannexeerd door de hoofdstad samen met de andere gemeentes Hollerich en Rollingergrund.
Bij Hamm ligt een militair kerkhof waar vooral gevallen Amerikaanse militairen uit de Tweede Wereldoorlog begraven liggen. De bekendste is de roemruchte generaal George Patton.
Hamm is de thuisbasis van voetbalclub RM Hamm Benfica.

## Geboren
- Ernest Grosber (1884-1955), beeldhouwer

Beggen · Belair · Bonnevoie-Nord-Verlorenkost · Bonnevoie-Sud · Cents · Cessange · Clausen · Dommeldange · Eich · Gare · Gasperich · Grund · Hamm · Hollerich · Kirchberg · Limpertsberg · Merl · Muhlenbach · Neudorf-Weimershof · Pfaffenthal · Pulvermühl · Rollingergrund-Belair Nord · Ville-Haute (Bovenstad, centrum) · Weimerskirch